# Bühlenhausen
Bühlenhausen ist ein Ortsteil der Gemeinde Berghülen im Alb-Donau-Kreis in Baden-Württemberg. Im Zuge der Gemeindegebietsreform in Baden-Württemberg wurde am 1. Januar 1972 die Gemeinde Bühlenhausen zu Berghülen eingemeindet.
Das Dorf liegt circa einen Kilometer östlich von Berghülen.

## Geschichte
Bühlenhausen wird 1100 als „Billenhusin“ erstmals überliefert. 300 Meter westlich des Orts wurden alemannische Reihengräber entdeckt.
Das Dorf gehörte den Grafen von Helfenstein, die es 1447 an Württemberg verkauften. Das Kloster Blaubeuren erwarb im 14. Jahrhundert Besitz von den Helfensteinern. Auch die Deutschordenskommende Ulm, eine Kommende des Deutschherrenordens, hatte 1537 Besitz im Ort.
Bühlenhausen gehörte zum Oberamt Blaubeuren.

## Wappen
Das Recht zur Führung eines Wappens wurde der ehemaligen Gemeinde Bühlenhausen am 30. Juli 1953 durch das Regierungspräsidium Nordwürttemberg verliehen.
Blasonierung: „In geteiltem Schild; oben in Gold eine liegende schwarze Hirschstange, unten in Rot eine liegende silberne Wolfsangel.“
Die Gemeinde hatte das Wappen aber bereits vor 1930 geführt, wie aus einem Schriftwechsel des Archivs des Alb-Donau-Kreises mit dem Hauptstaatsarchiv Stuttgart hervorgeht. Auch im Bühlenhausener Hoheitszeichen versinnbildlicht die schwarze Hirschstange die Zugehörigkeit zu Altwürttemberg. Der liegende Doppelhaken, auch als Wolfsangel bezeichnet, geht auf ein altes Fleckenzeichen zurück, und die Farben Silber und Rot im unteren Feld deuten auf die Grafen von Helfenstein, zu deren Besitztum Bühlenhausen einst gehörte. Aus dem 19. Jahrhundert sind einige Siegelabdrücke erhalten geblieben. Die Gemeinde Bühlenhausen führte damals eines mit der oben genannten Wolfsangel und der Umschrift „Schultheißenamt Bühlenhausen“.

## Kultur und Sehenswürdigkeiten

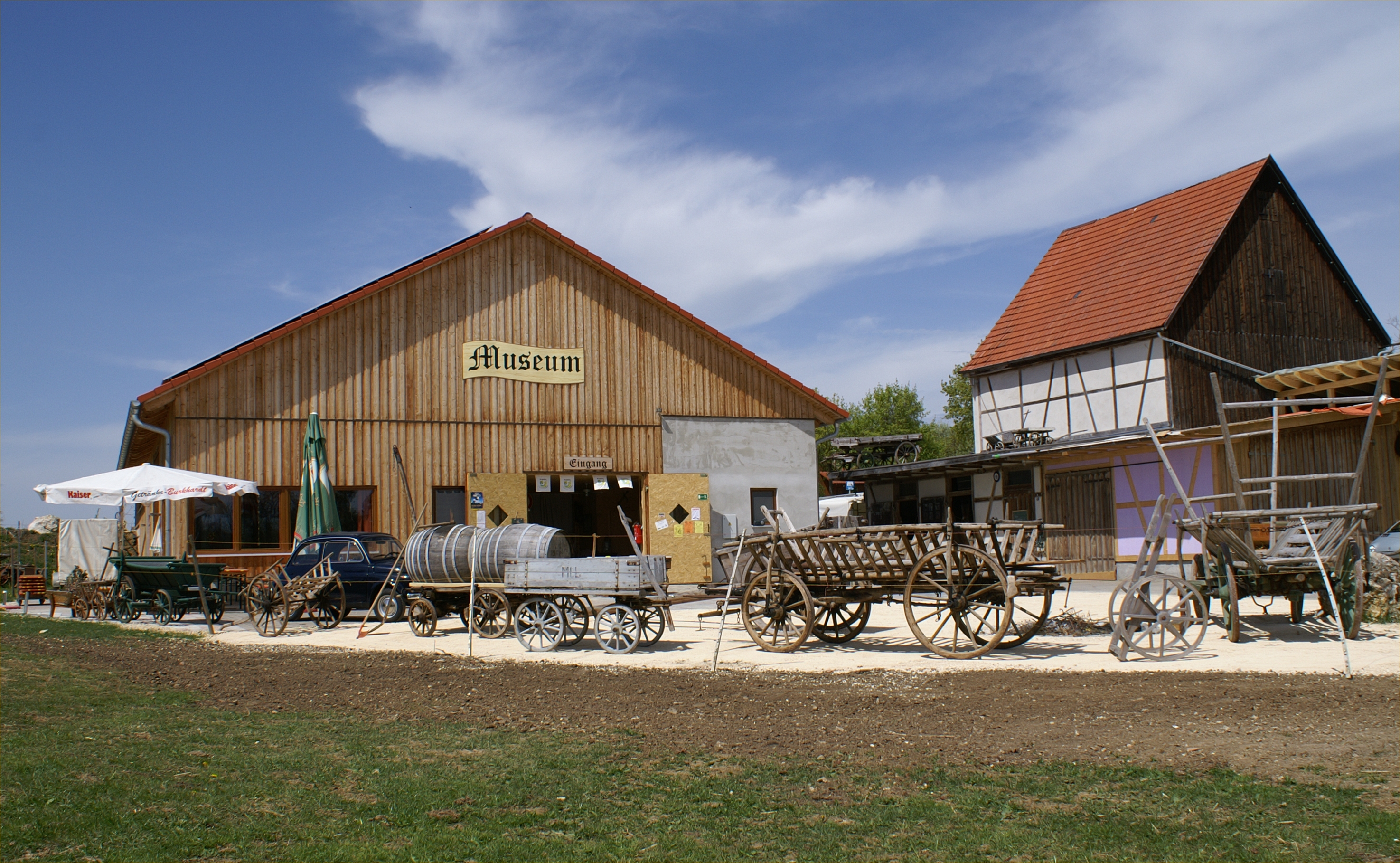
Kutschenmuseum

- Kutschenmuseum: das Museum zeigt mehr als 100 Kutschen und Wagen aus den letzten zwei Jahrhunderten.
- Kirche St. Veit
- Hüle in Bühlenhausen: sie stellt eine der letzten erhaltenen Hülen auf der Schwäbischen Alb dar

## Wirtschaft
Größter Arbeitgeber war der Fruchtsafthersteller albi.